# 李璠
李璠，字廷口，號桐門，河南歸德衛軍籍（今商丘县人），明朝政治人物。

## 生平
十一月二十一日生，治春秋。萬曆二十二年（1594年）甲午科河南鄉試第五十七名舉人，二十三年（1595年）乙未科会魁，會試第二百十一名，廷試三甲第八名進士，吏部觀政，本年六月授行人司行人，二十六年升右司副，二十九年三月升南京户部浙江司员外郎，八月升山西司郎中，丁憂歸。三十四年補原职。

## 家族
曾祖李敬。祖李綸。父李栋，寿官。母趙氏。永感下。兄李茂。弟李璞。娶陈氏，继娶熊氏。子本俭、本讓。